# DNSBL
DNSBL — DNS blacklist або DNS blocklist — списки хостів, збережені з використанням системи архітектури DNS. Зазвичай використовуються для боротьби зі спамом. Поштовий сервер звертається до DNSBL і перевіряє в ньому наявність IP-адреси клієнта, з якого він приймає повідомлення. При позитивній відповіді вважається, що відбувається спроба прийому спам-повідомлення. Сервера відправника повідомляється помилка 5xx (невиправна помилка) і повідомлення не приймається. Поштовий сервер відправника створює «відмовну квитанцію» відправнику про недоставку пошти.
Типи DNSBL
Списки відкритих реле — база даних поштових серверів, неправильно сконфігурованих, які дозволяють пересилати через себе поштові повідомлення для всіх бажаючих. Зазвичай дані хости автоматично скануються в Інтернеті, тому потрапляння такого хоста в руки людей, що розсилають спам, відбувається дуже швидко (не більше 4 днів). При використанні даних списків існує найменша небезпека блокування звичайної пошти, оскільки сервер потрапляє в список, тільки після перевірки його спеціальним поштовим роботом.
Списки спам-серверів — база даних серверів, через які було відмічено проходження спам-повідомлень. Дані списки складаються на основі свідчень користувачів, які отримали спам з якого-небудь сервера, тому вони можуть містити застарілу, або просто невірну інформацію.
Список Dialup-адрес — список ip-адрес провайдерів, які використовуються ними для організації сервісу віддаленого доступу, і, отже, які не можуть бути адресами поштових серверів. Використання даних списків практично безпечно для легальної пошти.
Перелік відкритих проксі-серверів HTTP / Socks без контролю доступу, що дозволяють будь-якому користувачеві здійснювати неавторизовані дії, приховуючи свою реальну IP-адресу, незаконні дії включають не тільки розсилку спаму, але також і численні інші варіанти.
Після 31 липня 2001, коли MAPS LLC припинило надавати сервіс публічно, була розроблена альтернатива — DRBL (Distributed Realtime Blocking List). На зміну пропрієтарного підходу MAPS LLC до ведення та контролю над списком заблокованих IP-адрес в DRBL прийшов інший підхід — розподілене, що дозволяє організаціям і приватним особам не просто збирати свою базу (у тому числі методами, описаними вище), але й обмінюватися цими списками з колегами. Кожен учасник (node) має у своєму розпорядженні всі доступні йому можливості складання списків заблокованих IP для публікації їх допомогою DRBL (своєї DRBL-зони). У DRBL-зоні прийнято публікувати те, що сам учасник блокує на своєму поштовому сервері. Наприклад, відбувається обробка поштової кореспонденції на стороні сервера, де виявлений спам не просто не пропускається в скриньки користувачів, а й IP джерела цього спаму негайно публікується в DRBL-зоні провайдера. Поштові сервери інших підприємств, налаштовані на роботу з цією DRBL-зоною, негайно зможуть скористатися цією інформацією і відкинути кореспонденцію від джерела спаму (по IP) ще до її прийому, без додаткової обробки спам-повідомлення. Такий підхід дозволяє значно знизити накладні витрати сервера на обробку спам-повідомлень для всіх учасників мережі. Провайдери зазвичай публікують IP-адреси джерела спаму на короткий час у їх DRBL-зоні. Приватні особи, власники DRBL-node'ів, зазвичай відрізняються більш екстремістським підходом, аж до ручного блокування (навчань) цілих мереж / 8, за географічною ознакою (Китай, Японія). Найчастіше DRBL-зона приватної особи не підходить для використання інтернет-сервіс-провайдерами, в силу надто рідкісного її оновлення.
DRBL передбачає критерії оцінки ваги інформації, отриманої від кожної конкретної DRBL-зони, що дозволяє не блокувати все підряд і довіряти інформації, отриманий з різних джерел, по різному. У Росії цією системою користуються багато Інтернет-провайдерів. Ефективність опублікованого з допомогою DRBL-зони списку IP-адрес тим вище, чим оперативніше учасник заносить у список нові IP-адреси, що є на його думку джерелами спаму і виключає звідти застарілі. Політика кожної DRBL-зони публікується її держателем. Ви вільні вибирати і підключати ті зони, чия політика здається Вам адекватною, методи, що використовуються для збору і виключення адрес — оперативними, а оновлення DRBL-зони — досить частим.
Існує 2 методи використання даної технології:
- Однозначне блокування — відхилення повідомлень, які прийшли з IP-адреси знаходиться в DNSBL
- Зважений підхід. При такому підході повідомлення, яке прийшло з IP-адреси знаходиться в DNSBL, не блокується, але цей факт враховується при класифікації «спамності» листи.